# Edmond Jaloux
Edmond Jaloux (Marselha, 19 de Junho de 1878 - Lausanne, 22 de Agosto de 1949) foi um escritor francês. Os seus romances (Fumées das la Campagne (1918), e L'Escalier d'Or (1922) revelam as sua penetração psicológica. Estudou as literaturas francesa. inglesa e alemã, tendo publicado vários ensaios (L'esprit des livres, 1923)
Encontra-se colaboração da sua autoria na revista luso-brasileira Atlantida (1915-1920).